# Disa vogelpoelii
Disa vogelpoelii är en orkidéart som först beskrevs av Hans Peter Linder, och fick sitt nu gällande namn av Bytebier. Disa vogelpoelii ingår i släktet Disa och familjen orkidéer. Inga underarter finns listade i Catalogue of Life.